# Los Cinco otra vez en la Isla de Kirrin
Los Cinco otra vez en la Isla de Kirrin es un libro de la escritora británica Enid Blyton escrito en 1947. Es el sexto de la colección de Los Cinco. En esta ocasión, la aventura transcurre íntegramente en Kirrin. Según la planificación original de Blyton, iba a ser el último libro de la serie.

## Argumento
El tío Quintín se apodera de la Isla de Kirrin y construye una extraña torre para realizar allí una serie de experimentos secretos, que requieren imprescindiblemente estar rodeado de agua. Cuando los chicos van con la tía Fanny a visitarlo, descubren asombrados que el tío ha encontrado un sitio que no conocen y que ha establecido allí su cuartel general, pero que no está dispuesto a revelar donde está.
Dando un paseo, los Cinco conocen a Martin Curton y a Mr Curton, que creen que es un periodista que intenta sonsacarles sobre los inventos del tío Quintín. Buscando puntas de flechas en las canteras, encuentran un pasadizo que no podrán explorar hasta más adelante, pues el tío Quintín está preocupado, ya que le parece que hay gente en la isla, y se queda con Tim para que lo cuide, a condición de hacer señales en la torre regularmente para saber que todo va bien.
Los chicos estudian el plano del castillo que encontraron en su primera aventura (Los Cinco y el tesoro de la isla) buscando el escondite de tío Quintín, y piensan que puede estar relacionado con la otra entrada que había a las mazmorras, y que nunca llegaron a descubrir. Mientras, Jorge está preocupado porque no ve a Tim cuando hacen las señales pactadas, y se marcha de noche en su barca a la Isla de Kirrin. Encuentra a su padre prisionero en las mazmorras, que le da su libro de notas con los detalles de su experimento. Jorge encuentra a Tim encerrado en una pequeña cueva, lo suelta, y al regresar los secuestradores, da el libro de notas a Tim, que corre por un pasadizo con el bloc de notas en la boca.
Los villanos no se percatan de que Jorge ha liberado a Tim, y amenazan a Quintín con volar toda la isla si no les facilita información sobre el experimento. Mientras, Tim llega a Villa Kirrin y saca a Julián de la cama. Los chicos se asombran de la aparición de Tim y de que lleve el bloc de Quintín. Más asombro les producirá cuando, al seguir al perro, este no les lleva a la playa, sino a las canteras, donde encuentran a Martin con unas azadas, que les dice que su padrastro tiene actividades oscuras. 
Con la ayuda de Martin, marchan por un túnel bajo el agua, tras de Tim, liberando a Jorge y a Quintín. Ana se queda atrás, y ve como Mr Curton resbala por la cantera y se parte una pierna, para regocijo de la niña, que le dice que es un hombre muy malvado.

## Personajes
- Los Cinco: Julián, Dick, Jorge, Ana y Tim.
- Quintín Kirrin (científico, padre de Jorge y tío de Julián, Dick y Ana)
- Fanny Kirrin (mujer de Quintín y madre de Jorge, tía de Julián, Dick y Ana)
- Juana (fantástica cocinera)
- Alf (pescador, en este libro aparece como Jaime)
- Guardacosta (anciano aficionado a las miniaturas y a la astronomía)
- Martin Curton (huérfano pupilo de Mr Curton)
- Mr Curton (espía que quiere robar la fórmula del combustible del tío Quintín)
- Peters (sicario)
- Johnson (científico rival de Quintín)

## Lugares
- Villa Kirrin
- Isla de Kirrin